# Szihab (rodzina)
Szihab lub Chéhab (arab.: شهاب) – wpływowa rodzina arabska, pochodząca z Libanu. Jej pierwszy znany przedstawiciel, Malek, należał do plemienia Kurajszytów i brał udział w bitwie nad rzeką Jarmuk, która umożliwiła Arabom podbój Syrii. Kalif Omar nakazał mu utrzymać garnizon w Chahba w regionie Hawran (Hauran), w południowo-zachodniej Syrii (stąd nazwa rodziny). W czasach wypraw krzyżowych sunniccy Szihabowie osiedlili się w Wadi al-Taim, w południowym Libanie. Nawiązali bliskie kontakty z druzyjskimi Maanami, po których wymarciu w 1697 roku, zdobyli władzę nad terenami dzisiejszego Libanu. W 2 połowie XVIII wieku część członków rodu konwertowała na chrześcijaństwo. Apogeum potęgi książąt Szihab przypadło na okres rządów emira Beszira II (panował w latach 1788–1840), który podjął nieudaną próbę uniezależnienia się od Imperium osmańskiego. Szihabowie utracili ostatecznie władzę w 1842 roku, niemniej jednak żyją w Libanie do dziś (m.in. w Hasbaji).

## Przedstawiciele
Dynastia książąt Szihab (ok. 1100–1842):
- Munked Szihab (ok. 1100 – ok. 1185)
- Mohammad Szihab (ok. 1145 – ok. 1200)
- Ahmed Szihab (ok. 1230 – ok. 1280)
- Amer Szihab (ok. 1230 – ok. 1280)
- Ahmed Szihab (ok. 1580– ok. 1640)
- Ali Szihab (ok. 1580–1628)
- Mohammad Szihab (ok. 1610– ok. 1680)
- Kassem Szihab (ok. 1615– ok. 1685)
- Husejn Szihab (ok. 1620– ok. 1690)
- Melhem Szihab (1669–1681)
- Musa Szihab (ok. 1659– ok. 1730)
- Beszir I Szihab (1697–1707)
- Hajdar Szihab (1707–1732)
- Melhem Szihab (1732–1754)
- Mansur Szihab (1754–1770)
- Jusuf Szihab (1770–1788)
- Beszir II Szihab (1788–1840)
- Beszir III Szihab (1840–1842)

XX wiek:
- Chalid Nadżib Szihab (1892–1978) – libański polityk, dwukrotny premier Libanu (1938, 1952–1953), sunnita.
- Fuad Abdallah Szihab[3] (1902–1973) – prezydent Republiki Libańskiej w latach 1958–1964, maronita.
- Adel Szihab[4] (1903–1983) – generał libański, dowódca Libańskich Sił Zbrojnych w latach 1959–1965, maronita.
- Maurice Chéhab[5] (1904–1994) – profesor historii i archeologii, wieloletni dyrektor generalny libańskiej Służby Zabytków, kurator Bejruckiego Muzeum Narodowego (przez 33 lata).